# 王延
王 延（おう えん、? - 318年）は、中国五胡十六国時代における漢（後の前趙）の政治家である。字は延元。西河郡の人。

## 生涯
9歳の時に母を亡くすと、三年に渡って悲しみ、殆ど感情を喪失した。母の忌日を迎える度に、10日に渡って悲泣した。
継母の卜氏は彼を酷く扱い、極寒の中でも薄着のままで放置され、食事も満足に与えられなかった。祖母がこの事を聞くと問いただしたが、王延は何も言わず、むしろ継母に心を尽くして仕えた。卜氏は王延の心づかいに感動し、自分の産んだ子と同じように接するようになった。王延は両親に誠心誠意尽くし、夏には扇を手にして枕元に座し、冬には自ら覆い被さって暖を取った。真冬でもろくに衣服を纏わずに、両親に栄養ある物を食べさせた。昼は働いて賃金を稼ぎ、夜は読書に励み、遂には経史を極め、その大義に通じるようになった。州郡は礼をもって彼を招いたが、これを固辞して両親の世話に励んだ。両親が亡くなると、墓の側に寄り添い世話をした。王延は衣服も食糧もいつも必要最低限しか準備せず、身の丈を知っていた。
永嘉の乱により天下が乱れると、劉淵に付き従って平陽に移り住んだ。養蚕業に励む一方、宗族を導き世話をして休むことがなかった。
60歳になると劉聡に出仕した。始め尚書左丞に任じられ、後に金紫光禄大夫に昇った。
316年、劉聡が王沈・郭猗らの諫言を信じて特進の綦毋達・太中大夫の公師彧・尚書の王琰･田歆・少府の陳休・左衛将軍の卜崇・大司農の朱誕らをみな誅殺した。王延は、太宰の劉易・大将軍の劉敷・御史大夫の陳元達と共に参内すると、劉聡を固く諫めて王沈らを免官するよう請願したが容れられなかった。
318年4月、劉聡が王沈の養女を左皇后に立てた。尚書令の王鑒・中書監の崔懿之・中書令の曹恂らはこれを諫めた。劉聡は聞いて大怒し、劉粲に命じて王鑒らを捕らえて市に送った。王延はこの事を知ると、急行して劉聡を諫めようとしたが、門衛が通さず、刑は執行された。
6月、劉聡が逝去すると、劉粲が即位した。8月、大司空の靳準は王朝簒奪を企て、決行直前に王延へ参画するよう求めた。王延は同意せず、その陰謀を暴露しようと逃走したが、偶然靳康に遭い拉致された。 靳準が決起して劉粲を殺害すると、漢天王を自称した。彼は王延を左光禄大夫に任じて同志に引き込もうとしたが、王延はこれを拒んで「貴様は逆賊である。我を殺すなら速やかに殺せ。そして、わが左目を西陽門に置くように。そうすれば相国（劉曜）がお前を滅ぼすのが見られるであろう。また、わが右目を建春門に置け。そうすれば大将軍（石勒）が入城するのを見られるであろう」とかつての春秋時代の呉の伍子胥が君主の夫差にしたのと同様に靳準に対して罵詈雑言を浴びせた。靳準は激怒して王延を殺害した。

## 逸話
- 真冬のある日、継母の卜氏は生魚を食べたいと思い、王延に獲ってくるよう求めたが、得ることはできなかった。王延が河のほとりで号泣すると、突然長さ五尺の魚が一匹水上に踊り出し、王延はこれを捕まえて継母に差し出した。卜氏がこれを食べると、不思議なことにどれだけ食べても尽きることはなかったという。

- 家で飼っていた牛が子牛を産んだが、他人が自分の子牛だと主張した。王延は惜しみなく子牛を与え、一切困る様子を見せなかった。後にその人が勘違いを認め、子牛を返した上に叩頭して謝罪したが、王延は子牛を決して受け取らなかった。